# لولبية ألبية
لولبية ألبية (الاسم العلمي:Spirogyra alpina) هي نوع من طحالب خضراء تتبع جنس اللولبية من الفصيلة الزيغنيمية.